# Risaburo Tominaga
Risaburo Tominaga (jap. 富永利三郎 Tominaga Risaburo; ur. 14 lutego 1930 w Osace) – japoński zapaśnik walczący w stylu wolnym. Olimpijczyk z Helsinek 1952, gdzie zajął piąte miejsce w kategorii 62 kg.